# Johanna de Boer
Johanna Jacoba de Boer (Ámsterdam, 6 de enero de 1901-Ámsterdam, 7 de agosto de 1984) fue una deportista neerlandesa que compitió en esgrima, especialista en la modalidad de florete. Ganó una medalla de plata en el Campeonato Mundial de Esgrima de 1929, en la prueba individual.

## Palmarés internacional
| Campeonato Mundial | Campeonato Mundial | Campeonato Mundial | Campeonato Mundial |
| Año                | Lugar              | Medalla            | Prueba             |
| ------------------ | ------------------ | ------------------ | ------------------ |
| 1929               | Nápoles (Italia)   | Medalla de plata   | Florete individual |